# Welcome Home (альбом Zac Brown Band)
Welcome Home — пятый студийный альбом американской кантри-группы Zac Brown Band, вышедший 12 мая 2017 года на лейблах Elektra и Southern Ground. Альбом возглавил  американский хит-парад кантри-музыки Top Country Albums (в 4-й раз в их карьере) и занял позицию № 2 в Billboard 200.

## История
С продюсером Dave Cobb группа сотрудничала и ранее, включая работу над диском  Southern Family в 2016 году. Кобб также стал продюсером и альбома Welcome Home.
Альбом получил положительные и умеренные отзывы музыкальной критики и интернет-изданий: AllMusic, Rolling Stone, The Plain Dealer, Slant Magazine.

## Список композиций
Слова и музыка всех песен — Zac Brown, Niko Moon, and Ben Simonetti except where noted.
| №   | Название                                     | Автор(ы)                                  | Длительность |
| --- | -------------------------------------------- | ----------------------------------------- | ------------ |
| 1.  | «Roots»                                      | Coy Bowles, Brown, Moon, Simonetti        | 3:51         |
| 2.  | «Real Thing»                                 |                                           | 3:50         |
| 3.  | «Long Haul»                                  |                                           | 3:32         |
| 4.  | «2 Places at 1 Time»                         |                                           | 3:40         |
| 5.  | «Family Table»                               |                                           | 3:31         |
| 6.  | «My Old Man»                                 |                                           | 3:46         |
| 7.  | «Start Over»                                 | Brown, Moon, Simonetti, Pharrell Williams | 4:13         |
| 8.  | «Your Majesty»                               | Brown, Moon, Simonetti, Kenny Habul       | 3:42         |
| 9.  | «Trying to Drive» (при участии Aslyn)        | Brown, Moon, Simonetti, Aslyn             | 4:26         |
| 10. | «All the Best» (при участии Kacey Musgraves) | John Prine                                | 4:11         |

## Чарты
| Чарт (2017)                                    | Высшая позиция |
| ---------------------------------------------- | -------------- |
| Австралия (ARIA)                               | 8              |
| Бельгия/Фландрия (Ultratop)                    | 182            |
| Канада (Canadian Albums Chart)                 | 2              |
| Новая Зеландия (N.Z. Heatseekers Albums, RMNZ) | 1              |
| Шотландия (Scottish Albums Chart)              | 9              |
| Великобритания (UK Albums Chart)               | 25             |
| США (Billboard 200)                            | 2              |
| США (Billboard Top Country Albums)             | 1              |